# Esmolfe
Esmolfe ist eine Gemeinde (Freguesia) im portugiesischen Kreis Penalva do Castelo im Distrikt Viseu. In ihr leben 382 Einwohner (Stand 19. April 2021).